# 第10高射特科大隊
第10高射特科大隊（だいじゅうこうしゃとっかだいたい、JGSDF 10th Antiaircraft Artillery Battalion）は、豊川駐屯地（愛知県 豊川市）に駐屯する第10師団隷下の高射特科部隊である。

## 概要
空からの脅威に対して監視および射撃を実施する第10師団唯一の対空作戦の骨幹となる部隊であり、大隊長は2等陸佐で隊旗は、濃黄の大隊旗を使用する。
1991年（平成3年）3月に第10師団の改編により第10特科連隊から独立し師団直轄となる。81式短距離地対空誘導弾（C）（短SAM）、93式近距離地対空誘導弾（近SAM）、79式対空レーダ装置 JTPS-P9（P9)、対空レーダ装置 JTPS-P14（P14）等を装備する。
2023年（令和5年）12月より、豊川駐屯地自動車教習所設置者に指定され、第10師団所属隊員向けに自動車教習を担当する。

## 沿革
第10特科連隊第3大隊
- 1957年（昭和32年）
  - 2月1日：第3管区総監直轄部隊の第10特科連隊内の第3大隊（37mm高射機関砲装備）として姫路駐屯地において新編。
  - 3月5日：姫路駐屯地から大久保駐屯地に移駐。
- 1958年（昭和33年）6月26日：第10混成団編成により同団隷下に編入。
- 1960年（昭和35年）3月31日：大久保駐屯地から豊川駐屯地に移駐。

第10特科連隊第6大隊
- 1962年（昭和37年）1月18日：第10混成団の第10師団への改編に伴い、第3大隊が第6大隊に改編。
- 1976年（昭和51年）3月25日：35mm2連装高射機関砲 L-90の配備に伴い、改編。
- 1988年（昭和63年）10月：79式対空レーダ装置 JTPS-P9が配備。

第10高射特科大隊
- 1991年（平成03年）3月29日：第10特科連隊第6大隊が第10高射特科大隊として分離・独立、師団直轄となる。81式短距離地対空誘導弾（B）が配備。
- 1997年（平成09年）9月：対空レーダ装置 JTPS-P14が配備。
- 2003年（平成15年）8月：師団対空情報処理システム（DADS）が配備。
- 2004年（平成16年）3月29日：93式近距離地対空誘導弾が配備。
- 2010年（平成22年）2月：81式短距離地対空誘導弾（C）が配備。
- 2013年（平成25年）3月26日：後方支援体制変換に伴い、整備部門を第10後方支援連隊第2整備大隊高射直接支援隊へ移管。
- 2023年（令和05年）12月1日：第10特科連隊長より、豊川駐屯地自動車教習所設置者業務を移管[1]。

## 部隊編成
- 第10高射特科大隊本部
- 本部管理中隊「10高特-本」[2]
  - 中隊本部
  - 通信小隊
  - 衛生小隊
  - 管理小隊
  - 情報小隊：79式対空レーダ装置 JTPS-P9、対空レーダ装置 JTPS-P14
- 第1高射中隊「10高特-1」：93式近距離地対空誘導弾
- 第2高射中隊「10高特-2」：81式短距離地対空誘導弾（C）
- 豊川駐屯地自動車教習所：3 1/2tトラック 教習装置付き

## 整備支援部隊
- 第10後方支援連隊第2整備大隊高射直接支援隊「10後支-2整-高」（豊川駐屯地）：2013年（平成25年）3月26日から

## 主要装備
- 81式短距離地対空誘導弾
- 93式近距離地対空誘導弾
- 79式対空レーダ装置 JTPS-P9
- 対空レーダ装置 JTPS-P14
- 1/2tトラック / 73式小型トラック
- 1 1/2tトラック / 73式中型トラック
- 3 1/2tトラック / 73式大型トラック
- 89式5.56mm小銃
- 12.7mm重機関銃